# Eva Renzi
Pour les articles homonymes, voir Renzi.
Eva Renzi, née Evelyn Renziehausen le 3 novembre 1944 à Berlin d’un père danois et d’une mère française, et morte le 16 août 2005 à Berlin, est une actrice allemande.

## Biographie
Après avoir exercé plusieurs professions telles que modèle, hôtesse d'accueil et téléphoniste, elle prend des cours de théâtre et joue quelques rôles, avant d'apparaître au cinéma dans de nombreux films en Allemagne, en Suisse, en France et aux États-Unis.
Elle est découverte par le réalisateur Will Tremper qui lui donne en 1966 le rôle principal dans Playgirl, qui lui vaut d'être désignée comme la nouvelle « fille glamour » en Allemagne, et citée comme un mélange d'Ingrid Bergman et de Julie Christie. Elle se fait connaître du public britannique en 1966 dans Mes funérailles à Berlin, dans le personnage de l’agent israélien Samantha Peel, aux côtés de Michael Caine, attirant l'attention d'Hollywood pour un rôle au côté de James Garner : La Jungle aux diamants.
Sa carrière est alors lancée. 
De 1976 à 1986, elle fait une seule apparition en Allemagne dans le film Manuel sous la direction de Peter Obrist, joue dans la série française Papa Poule (1980-1982) et dans La Fille prodigue, de Jacques Doillon avec Michel Piccoli et Jane Birkin.
En 1983, elle fait la une des journaux lorsqu'elle traite le président fédéral Karl Carstens de « vieux nazi » pendant le festival du théâtre de Bad Hersfeld. Tout d’abord licenciée, le Conseil des Prud’hommes de Francfort lèvera la sanction pour absence de preuve caractérisée.
À la fin des années 1980, elle joue dans des séries à la télévision allemande ; sa dernière apparition pour le petit écran a lieu en 1995 dans Balko.
Des années plus tard, elle revient avec succès au théâtre.

## Vie privée

Paul Hubschmid et Eva Renzi

Politiquement engagée dans les années 1970, elle participe à un voyage d’études en Inde à la suite de témoignages mettant en cause le mouvement d’Osho Rajneesh sur l’abus de stupéfiants.
Elle est mariée de 1967 à 1980 avec l'acteur suisse Paul Hubschmid avec lequel elle tourne Taste of excitement en 1969 ; ils étaient considérés comme le couple idéal du cinéma en Allemagne à la fin des années 1960.
Eva Renzi s’éteint le 16 août 2005 à l'âge de 60 ans à Berlin des suites d’un cancer des poumons, et repose au cimetière Louise III à l’ouest de Berlin.
Elle est la mère de l'actrice Anouschka Renzi (de).

## Filmographie sélective

### Cinéma
- 1966 : Playgirl (de) de Will Tremper (de) - Alexandra Borowski
- 1966 : Mes funérailles à Berlin (Funeral in Berlin) de Guy Hamilton - Samantha Steel
- 1967 : Le Grand Dadais de Pierre Granier-Deferre - Patricia
- 1968 : Negresco (Negresco – Eine tödliche Affaire) de Klaus Lemke (de)
- 1968 : La Jungle aux diamants (The Pink Jungle) de Delbert Mann
- 1969 : La Chair en feu (de) (Eine Frau sucht Liebe) de Robert Azderball
- 1970 : L'Oiseau au plumage de cristal (L'uccello dalle piume di cristallo) de Dario Argento - Monica Ranieri
- 1970 : Rendez-vous avec le déshonneur (Appuntamento col disonore) d'Adriano Bolzoni - Helena
- 1970 : Beiß mich, Liebling d'Helmut Förnbacher
- 1970 : La mort remonte à hier soir (La morte risale a ieri sera) de Duccio Tessari - la femme de Lamberti
- 1970 : Taste of Excitement de Don Sharp
- 1981 : La Fille prodigue de Jacques Doillon - La fiancée
- 1984 : Manuel de Peter Obrist
- 1997 : Bruit d’amour et de guerre (court métrage)

### Télévision
- 1965 : Doktor Murkes gesammelte Nachrufe (téléfilm)
- 1971 : Tatort : Kressin und der tote Mann im Fleet (de)
- 1971 : Das Messer
- 1971–1972 : Gefahr unter Wasser (série TV - 26 épisodes)
- 1974 : Die Abwerbung
- 1975 : Das ohnmächtige Pferd
- 1976 : Le Palais bleu (de)
- 1980 : Papa Poule ou Les Aventures de Papa Poule (Série TV) - Jenny
- 1987 : Waldhaus (série TV, suite)
- 1993 : Sylter Geschichten (série TV, suite)
- 1994 : Une journaliste enquête - Dr Luise Bockelkamp
- 1995 : Balko (série TV) - Monique